# Konstantinorden
Der Konstantinorden (italienisch Sacro Militare Ordine Costantiniano di San Giorgio; „Religiöser und Militärischer Konstantinischer St.-Georgs-Orden“) ist ein weltlicher Ritterorden mit römisch-katholischen Mitgliedern. Heute ist er in drei Zweige um die Oberhäupter der Häuser Bourbon-Sizilien und Bourbon-Parma mit unterschiedlichen Statuten und Ordensklassen gespalten.

## Ziele der Ordensgemeinschaft
Ziele des Ordens sind die Wahrung des Glaubens, die Verteidigung der Katholischen Kirche und die Unterstützung des Heiligen Stuhls.
Die Damen und Ritter des Ordens sehen sich in Loyalität und Ergebenheit zum Heiligen Vater und für die Lehren und Dogmen der Römisch-Katholischen Kirche einstehend.

## Geschichte
Der Orden soll bereits durch Kaiser Konstantin im Jahre 313 gestiftet und durch Kaiser Isaak Angelos 1190 erneuert worden sein. Tatsächlich kennt das orthodoxe Christentum kein Ordenswesen. Dokumentiert ist der Orden seit dem 16. Jahrhundert als Ritterorden der albanischen Familie Angelo, angeblich Nachfahren des byzantinischen Kaisers Isaak Angelos. Andrea II. Angelo statuierte den Orden 1573 und erhielt 1575 die päpstliche Bestätigung.
Auch wenn bereits Zeitgenossen Zweifel an der fiktiven Geschichte des Ordens hegten, galt er dennoch als ältester und kaiserlicher Ritterorden (etwa bei Christian Gryphius). Er stand damit formell über dem höchsten katholischen Orden, dem von Herzog Philipp von Burgund gestifteten Orden vom Goldenen Vlies. Als sich Ende des 17. Jahrhunderts das Erlöschen der Angeli abzeichnete, galt daher Kaiser Leopold I. als möglicher Nachfolger als Großmeister. Auch Gustav Samuel Leopold von Zweibrücken wurde u. a. vom Ordenskanzler als Großmeister ins Spiel gebracht. Der letzte Angehörige der Angeli, Giovanni Andrea II., verkaufte das Großmeistertum des Ordens 1697 dagegen an Herzog Francesco Farnese von Parma, was dieser sich 1699 von Kaiser und Papst bestätigen ließ.
Mit dessen Nachfolger Karl wanderte der Orden ins Königreich Neapel. Hier bestand der Orden mit Unterbrechung während der Parthenopäischen Republik bis zum Untergang des Königreichs beider Sizilien 1860, unter dessen Protektorat der Orden stand. Nach einer nicht unumstrittenen Neubelebung wechselte das Zentrum des Ordens nach Rom.
Marie-Louise von Österreich gründete als Herzogin von Parma einen parmesischen Ordenszweig, der bis heute als dynastischer Orden des Hauses Bourbon-Parma existiert.
Durch den Nachfolgestreit im Haus Bourbon-Sizilien seit 1960 bedingt, beanspruchen aktuell in Rivalität zueinander sowohl Don Carlo von Bourbon-Sizilien, Herzog von Castro (* 1963) (Neapolitanische Obedienz), als auch Don Pedro von Bourbon-Sizilien, Herzog von Kalabrien (* 1968) (Spanische Obedienz), jeweils, allein Chef des Hauses Bourbon-Sizilien und demnach Großmeister des Konstantinordens zu sein. Faktisch existieren daher drei Zweige des Konstantinischen Ordens.

## Organisation bis 1860
Traditionell wird der Orden von 50 Großkreuzrittern geführt. Angeblich waren dies ursprünglich die Großprioren, Prioren und Baillis der alten Kommenden (in der Realität nutzt nur die Lateinische Kirche diese Kategorien). Bis ins 19. Jahrhundert leitete jeder Großkreuzritter formal eine Provinz, deren jede auf die angeblichen ursprünglichen Kommenden in Griechenland und Kleinasien zurückgeführt wurden:
1. Großpriorat Mystras oder Sparta: Rom, Campagna, Sabina und Latium
2. Priorat Barlada oder Barlauia in Valacchia: Königreich Valencia
3. Priorat Basilica oder Sicione in Morea: Böhmen, Mähren und Schlesien
4. Priorat Bana oder Zibit in Arabia Felix: Bretagne, Anjou, Maine
5. Ballei Tergocirata in Mauritania: Franken und Hessen
6. Großpriorat Bosnia: Marken
7. Ballei Oria: Hochstift Köln
8. Ballei St. Georg am Schwarzen Meer am Fluss Nestor oder Cottino: Steiermark, Kärnten, Grafschaft Görz, Krain, Kroatien
9. Ballei Heraklion in Makedonien: Altkastilien
10. Priorat Amfipoli: Biscaya und Guipuscoa
11. Großpriorat Kappadokien: Lombardei, Herzogtümer Ferrara und Montferrat
12. Ballei Cassandra oder Caristo: Piemont, Savoyen, Freigrafschaft Burgund
13. Ballei Ascalona in Palaestina: Languedoc, Gascogne, Bigorre, Comminges, Foix
14. Ballei Tharsi: Galicien und Asturien
15. Ballei Iconium oder Lagni in Lykaonien: Elsass und Schwaben
16. Großpriorat Antiochia in Syria: Herzogtum Mailand, Schweiz
17. Priorat Damaskus: Ligurien und Korsika
18. Ballei Harmeza oder Hormus in Caramania: Hochstift Trient und Herrschaft Madruzzo
19. Ballei Salenuti oder Caftel Lombardo in Cilicia: Toskana
20. Ballei Sida oder Candeloro in Pamphilia: Hochstift Trier
21. Großpriorat Anatolien: Bayern und Salzburg
22. Priorat Milet oder Melaxo: Picardie, Normandie, Herzogtum Burgund
23. Priorat Pergamon oder Mysia Maior: Lothringen
24. Priorat Sinope in Galatien: Sizilien und Sardinien
25. Priorat Terma: Navarra
26. Großpriorat Iulia Cesarea: Neukastilien
27. Ballei Tingis in Mauretania: Murcia
28. Ballei Smirna in Ionia: Abruzzo und Apulien
29. Priorat Ephesus: Hochstift Mainz
30. Ballei Ancira: Dauphiné, Provence und Lyonnais
31. Großpriorat Konstantinopel: Königreich Neapel
32. Ballei Elis: Beauce, Blésois, Touraine, Le Perche
33. Ballei Chalcedon: Katalonien
34. Priorat Argos: Velay, Forez, Bourbonnais, Nivernais, Beaujolais
35. Priorat Aenus: Umbrien
36. Großpriorat Jerusalem: Romagna mit Bologna
37. Ballei Theodosia in Chersoneso: Königreich Aragón
38. Priorat Odessos in Bulgaria: Andalusien (ohne Königreich Granada)
39. Priorat Nicopolis: westlicher Teil der Republik Venedig (Venedig, Vicenza, Verona)
40. Ballei Ägäis: Portugal
41. Großpriorat Chalkis oder Negroponte: Polen-Litauen
42. Priorat Korinth in Morea: Spanische und Vereinigte Niederlande, Hochstift Lüttich
43. Priorei Engada in Palaestina: Königreich Granada
44. Priorat Mytilene: Périgord, Saintonge, Poitou, Angoumois
45. Ballei Bursa: Erzherzogtum Österreich
46. Großpriorat Napoli oder Tripolis in Barbaria: Île-de-France, Champagne, Brie
47. Priorat Nicomedia: Königreich Ungarn
48. Priorat Apollonia: östlicher Teil der Republik Venedig (Padua, Treviso, Friaul, Istrien, Dalmatien)
49. Ballei Perga in Pamphylien: Limousin, Berry, Auvergne
50. Priorat Hierapolis: Extremadura

Die restlichen Ordensmitglieder teilten sich auf Rechtsritter (Cavaliere di Giustizia) und dienende Brüder (Scudieri) auf. Erstere mussten eine Adelsprobe auf vier Viertel (Adelsnachweis der Großeltern) ablegen, letztere wurden aufgrund außergewöhnlicher Verdienste aufgenommen.
Das Statut von Francesco Farnese gliederte den Orden in sechs Klassen.
- 50 Großkreuze, auch Senatoren und Optimaten genannt (Cavaliere Gran Croce, Senatori, Ottimati),
- Rechtsritter (Cavaliere di Giustizia),
- Donaten, Adelige, die keine vier adlige Vorfahren vorweisen konnten (Donatori),
- Priester (Cavaliere Sacerdoti), unterteilt in
  - Adlige Priester (Sacerdoti Nobili),
  - Gnadenpriester (Graziosi),
  - Sacellarii (Cappellani di Coro),
- Gnadenritter (Cavaliere Graziosi),
- Diener (Soldati Serventi), wiederum unterteilt in Scudieri und Amtsdiener.

## Der Orden heute

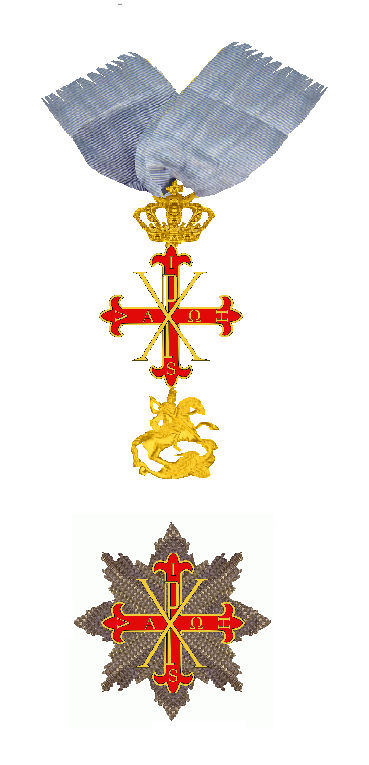
Bailli-Insignien des Konstantinordens

### Spanischer Zweig
Der spanische Ordenszweig wird vom Heiligen Stuhl, Italien, Spanien, den Niederlanden, Mexiko und den USA anerkannt.
Die Mitglieder des Ordens werden in folgende Klassen unterteilt:
- Justicia (Zugangsbedingung: 250 Jahre Adel bei den vier Vorfahren, väterlich- und mütterlicherseits des Kandidaten oder 400 Jahre Adel im väterlichen Viertel)
- Jure sanguinis (Zugangsbedingung: 250 Jahre Adel im väterlichen Viertel)
- Merito (Verdienstklasse)

Insgesamt hat der Orden neun Grade:
- Bailli-Großkreuz-Rechtsritter
- Großkreuz-Rechtsritter und -Damen
- Großkreuz-Ritter und -Damen Jure Sanguinis
- Großkreuz-Verdienstritter und -Damen
- Rechtsritter und -Damen
- Ritter und Damen Jure Sanguinis
- Verdienstritter und -Damen
- Verdienstkreuz (Caballeros y Damas de Ufficio)
- Kapläne

Die Zahl der Bailli ist auf 50 begrenzt, wobei Prinzen des Hauses und Kardinäle nicht mitgerechnet werden. Das Großkreuz ist auf 150 Ritter und 75 Damen begrenzt, die anderen Grade sind unbegrenzt. Seit 1988 können in Ausnahmefällen auch Nichtkatholiken zu Ehrenrittern- und -Damen (Caballeros y Damas de Honor) aller Grade der Klasse ernannt werden, deren Zugangsvoraussetzung sie erfüllen.

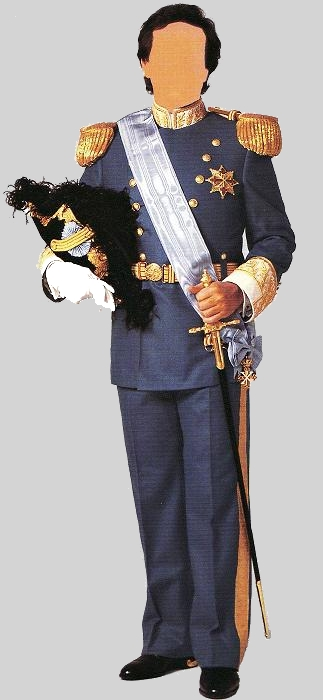
Galauniform (Großkreuz)

#### Insignien
Die Dekoration ist ein rot emailliertes konstantinisches Lilienkreuz mit goldener Einfassung. Aufgelegt ist mittig in Gold ein großes Christusmonogramm Χ und Ρ und an seinen Enden die Buchstaben
I H S V
für die Ordensdevise In Hoc Signo Vinces (lateinisch, ‚unter diesem Zeichen wirst du siegen‘). Α und Ω auf dem waagerechten Kreuzbalken symbolisieren den Anfang und das Ende. Das Ordensband ist himmelblau.
Baillis und Großkreuze tragen das Insigne am Schulterband von der rechten Schulter zur linken Hüfte sowie einen aus acht silbernes spitzenvergoldetes Strahlen gebildeten Bruststern, der das Insigne trägt.
Ritter tragen das Insigne an der linken Brust, Kapläne am Hals. Das Insigne von Rittern und Damen Jure Sanguinis und Kaplänen ist mit einer Königskrone gekrönt, das von Rechtsrittern darüber hinaus mit goldenen Kriegstrophäen, das der Baillis hält zusätzlich ein Abbild des Heiligen Georg.

#### Zeremoniekleidung
Ein himmelblauer weißgefütterter Mantel aus Atlasseide wird durch eine weiß-blaue Schnur gebunden. Zum weißen Rock gehören noch eine Weste und sogenannte Beinkleider, die in himmelblauer Seide gehalten sind. Weiße Strümpfe und schwarze Schuhe mit himmelblauen Bändern vervollständigen die Kleidung. Der rote Samthut mit weißem Seidenfutter ist mit farbigen Federn verziert. Die Form des Hutes entsteht durch vierfachen Aufschlag und ist vorn sichtbar mit dem goldenen Christus-Monogramm bestickt. Das Degengehänge ist in karminrotem Samt gehalten.

### Neapolitanischer Zweig
Die Ordensmitglieder sind in drei Kategorien geteilt: Rechtsritter und -damen (Cavaliere e Dama di Giustizia), Gratialritter und -damen (Cavaliere e Dama di Grazia, die frühere Donatenklasse) und Verdienstritter und -damen (Cavaliere e Dama di Merito). Jede Kategorie wird in Grade unterteilt, die denen der Ehrenlegion entsprechen.

#### Rechtsritter und -damen
- Bailli-Großkreuz mit Collane (begrenzt auf 50)
- Bailli-Großkreuz (Angehörige des Hauses, Staats- und Regierungschefs und Kardinäle)
- Großkreuz (begrenzt auf 75)
- Großoffizier
- Komtur
- Offizier
- Ritter und Damen

#### Gratialritter und -damen
- Großkreuz (begrenzt auf 100)
- Großoffizier
- Komtur
- Offizier
- Ritter und Damen

#### Verdienstritter und -damen
- Großkreuz (begrenzt auf 150)
- Großoffizier
- Komtur
- Offizier
- Ritter und Damen
- Cavaliere e Dama d’Ufficio

### Parmesischer Zweig

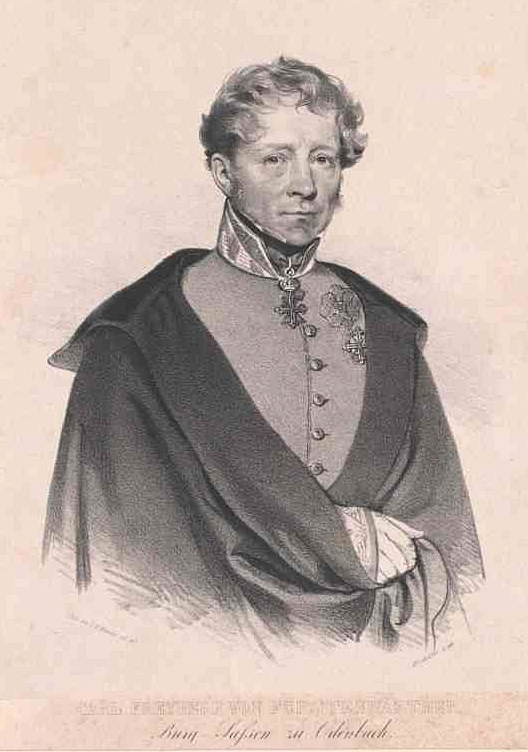
Friedrich Karl von Fürstenwärther mit Komturkreuz am Hals und Bruststern des parmesischen Zweigs

1845 teilte Marie-Louise den Orden in fünf Klassen ein:
- Großkreuz-Senator mit Collane (Senatore Gran Croce con collana)
- Großkreuz-Senator (Senatore Gran Croce)
- Komtur (Commendatore)
- Ritter I. Klasse (Cavaliere di I classe)
- Ritter II. Klasse (Cavaliere di II classe).

## Liste der Großmeister
Die ersten 36 traditionell als Großmeister geführten Personen werden vom Orden selbst mittlerweile nicht mehr mitgezählt. Einige Personen sind völlig fiktiv, für die anderen ist keine Verbindung mit dem Orden nachweisbar.

### Angebliche Großmeister der apokryphen Geschichte des Ordens
1. Konstantin der Große, 313–22. Mai 337, angeblicher Gründer des Ordens.
2. Konstantin II. Flavius, 22. März 337–Februar 340
3. Constans Flavius, 22. März 337–18. Januar 350
4. Constantius II. Flavius, 22. März 337–3. November 361
5. Constantius Gallus Angelos Flavius, angeblich Fürst von Makedonien, 361–362
6. Michael Gallus Angelos Flavius, angeblich Fürst von Makedonien, 362–428 (angeblicher Enkel Konstantins I.)
7. Alexios I. Angelos Flavius Comnenus, angeblich Fürst von Makedonien, 428–458 auch Isaak Angelos Flavius genannt, angeblich Exarch von Ravenna 428–458
8. Alexios II. Angelos Flavius Comnenus, angeblich Fürst von Kilikien und Makedonien, 458–514 oder Isaak, mutmaßlicher Sohn des oben genannten Isaak Angelos, der eine Tochter des Kaisers Heraklius geheiratet haben soll, der in einigen Quellen als Gründer des Ordens genannt wird.
9. Michael II.. Angelos Flavius Comnenus, angeblich Fürst von Kilikien und Makedonien, 514–548
10. Alexios Michael Angelos Flavius Comnenus, angeblich Fürst von Kilikien und Makedonien, 548–586
11. Angelo Michael Angelos Flavius Comnenus, angeblich Fürst von Kilikien und Makedonien, 586–617
12. Philipp Basilius Pippin Angelos Flavius Comnenus, angeblich Herzog von Drivasto und Durazzo, Despotat der Peloponnes, 617–625
13. Isaak Angelos Flavius Comnenus, angeblich Fürst von Kilikien und Makedonien, 625–667
14. Alexios III. Angelos Flavius Comnenus, angeblich Fürst von Kilikien und Makedonien, 667–719
15. Konstantin III. Angelos Flavius Comnenus, angeblich Fürst von Kilikien und Makedonien, 719–781
16. Michael IV. Angelos Flavius Comnenus, angeblich Fürst von Kilikien und Makedonien, 781–820
17. Konstantin IV. Angelos Flavius Comnenus, angeblich Fürst von Kilikien und Makedonien, 820–905
18. Alexios IV. Angelos Flavius Comnenus, angeblich Fürst von Kilikien und Makedonien, 905–953
19. Michael V. Angelos Flavius Comnenus, angeblich Fürst von Kilikien und Makedonien, 953–984
20. Emanuel Michael Angelos Flavius Comnenus, angeblich Fürst von Kilikien und Mazedonien, 984–1021
21. Isaak II. Angelos Flavius Comnenus, 1021–1061
22. Alexios V. Angelos Flavius Comnenus, 1061–1118
23. Johannes Angelos Flavius Comnenus, 1118–1143
24. Isaak III. Angelos Flavius Comnenus, 1143–1152
25. Andronikos Doukas Angelos Flavius Comnenus, 1152–nach Juli 1186
26. Isaak IV. Angelos Flavius Comnenus, 1186–12. April 1204
27. Alexios VI. Angelos Flavius Comnenus, 1195–28. Januar 1204
28. Alexios Andreas Angelos Flavius Comnenus, angeblich Graf und Herzog von Drivasto, 1204–1260
29. Michael VI. Angelos Flavius Comnenus, angeblich Graf und Herzog von Drivasto oder Despot von Epiros, 1260–1318
30. Andreas I. Nicephorus Angelos Flavius Comnenus, angeblich Despot von Epiros, geboren 1287, 1318–1366
31. Michael VII. Angelos Flavius Comnenus, angeblich Despot von Epiros, 1366–1410 oder Petrus Angelos Flavius Comnenus, angeblich Herzog von Drivasto und Durazzo, 1366–1410
32. Paul I. Angelos Flavius Comnenus, angeblich Herzog von Drivasto und Durazzo, 1410–1453
33. Andrea (II.) Angelo Flavio Comneno, angeblich Herzog und Graf von Drivasto und Durazzo, 1453–1447
34. Paolo (II.) Angelo Flavio Comneno, angeblich Herzog und Graf von Drivasto und Durazzo, Erzbischof von Durazzo, 1447–1468/69
35. Pietro I. Angelo Flavio Comneno, angeblich Herzog und Graf von Drivasto und Durazzo, 1469–1511
36. Giovanni Demetrio Angelo Flavio Comneno, angeblich Fürst von Kilikien, 1511–1570

### Großmeister von der Statuierung bis zur Spaltung
1. Andrea Angelo Flavio Comneno, angeblich Fürst von Mazedonien, Herzog und Graf von Drivasto und Durazzo, um 1545–1580
2. Girolamo I. Angelo Flavio Comneno, angeblich Fürst von Thessalien, 1580–1591
3. Pietro II. Angelo Flavio Comneno I, angeblich Prinz von Mazedonien, Herzog und Graf von Drivasto
4. Giovanni Andrea I. Angelo Flavio Comneno, angeblich Fürst von Mazedonien, Herzog und Graf von Drivasto und Durazzo, 1592–20. Juli 1623 und erneut 1627–1634
5. Don Marino Caracciolo, Fürst von Avellino, 20. Juli 1623–1627
6. Angelo Maria Angelo Flavio Comneno, angeblich Fürst von Mazedonien, Herzog und Graf von Drivasto und Durazzo, 1634–1678
  - Graf Majolino Bisaccioni, Großmeistervikar, 1632–1656
7. Marco Angelo Flavio Comneno, angeblich Fürst von Mazedonien, Herzog und Graf von Drivasto und Durazzo, 1678–1679
8. Girolamo II. Angelo Flavio Comneno, angeblich Fürst von Mazedonien, Herzog und Graf von Drivasto und Durazzo, 1679–1687
9. Giovanni Andrea II. Angelo Flavio Comneno, angeblich Prinz von Mazedonien, Herzog und Graf von Drivasto und Durazzo, 1687–11. Januar 1698
10. Francesco Farnese, Herzog von Parma und Piacenza, de Castro und de Roncigliano, Gonfaloniere der Kirche, 11. Januar 1698–26. Februar 1727
11. Antonio Farnese, Herzog von Parma und Piacenza, 26. Februar 1727–20. Januar 1731
12. Karl von Bourbon, Herzog von Parma und Piacenza, später König von Neapel und Sizilien, 20. Januar 1731–16. Oktober 1759
13. Ferdinand IV./III., König von Neapel und Sizilien, 16. Oktober 1759–4. Januar 1825
14. Franz I., König beider Sizilien, Infant von Spanien, 4. Januar 1825–8. November 1830
15. Ferdinand II., König beider Sizilien, 8. November 1830–22. Mai 1859
16. Franz II., König beider Sizilien, 22. Mai 1859–27. Dezember 1894
17. Alfonso von Bourbon-Sizilien, Graf von Caserta, 27. Dezember 1894–16. Mai 1934
18. Ferdinando Pio von Bourbon-Sizilien, Herzog von Kalabrien, Oberhaupt des Königshauses der Zwei Sizilien, 16. Mai 1934–17. Januar 1960

### Großmeister des Spanischen Zweigs
- 19. Alfons von Bourbon-Sizilien, Herzog von Kalabrien, Graf von Caserta, 17. Januar 1960–3. Februar 1964
- 20. Carlos von Bourbon-Sizilien, Herzog von Kalabrien, Graf von Caserta, 3. Februar 1964–5. Oktober 2015
- 21. Pedro Juan Juan Maria Alejo Saturnino y todos los Santos von Bourbon-Sizilien, Herzog von Kalabrien, Graf von Caserta, seit 5. Oktober 2015

### Großmeister des Neapolitanischen Zweigs
- 19. Ranieri von Bourbon-Sizilien, Herzog von Castro, 1960–1966
- 20. Ferdinando Maria von Bourbon-Sizilien, Herzog von Castro, 1966–2008
- 21. Carlo von Bourbon-Sizilien, Herzog von Castro, seit 2008

### Großmeister des Parmesischen Zweiges
- Marie-Louise von Österreich, 1817–1847
- Karl II. von Parma, 1847–1849
- Karl III. von Parma, 1849–1854
- Robert I. von Parma, 1854–1907
- Heinrich von Bourbon-Parma, 1907–1939
- Joseph von Bourbon-Parma, 1939–1950
- Elias von Bourbon-Parma, 1950–1959
- Robert II. von Bourbon-Parma, 1959–1974
- Franz Xaver von Bourbon-Parma, 1974–1977
- Carlos Hugo von Bourbon-Parma, 1977–2010
- Carlos von Bourbon-Parma, seit 2010